# Mariama Cissé
Mariama Cissé (* 1962 in Filingué) ist eine nigrische Richterin, die mit ihrem Einsatz für die Frauenrechte bekannt geworden ist.

## Werdegang
Cissé wurde im Südwestniger als zweites von acht Kindern eines arabischen Kaufmanns geboren. Sie machte 1986 den Abschluss Maîtrise en droit an der Universität Niamey und schloss 1989 eine Richterausbildung an der École nationale de la magistrature in Paris ab. Cissé war 14 Jahre lang an nigrischen Gerichten tätig: Sie war stellvertretende Staatsanwältin und Richterin, Justiziar am Appellationsgericht (cour d’appel) in Niamey und zuletzt Präsidentin von dessen Strafkammer. Außerdem war sie ab 1999 Mitglied und später Vizepräsidentin der nigrischen Menschenrechtskommission. Ab 2003 arbeitete Cissé bei der Vertretung der Europäischen Union in Niger. Seit 2007 ist sie Sekretärin des Afrikanischen Expertenkomitees für Kinderrechte und Kinderwohlfahrt (ACERWC) der Afrikanischen Union in Addis Abeba.
Sie ist verheiratet und Mutter von vier Kindern.

## Einsatz für die Menschenrechte
Gemeinsam mit anderen Juristinnen gründete Cissé während der Phase der Demokratisierung in Niger 1989 die „Vereinigung zum Schutz der Rechte von Frauen und Kindern“ und die „Nigrische Juristinnenvereinigung“ (Association des Femmes Juristes du Niger, AFJN), deren Generalsekretärin sie später wurde. Die AFJN machte es sich zur Aufgabe, die weibliche Bevölkerung Nigers mit einer Analphabetenquote von 90 % über ihre Rechte aufzuklären und sie zu ermutigen, diese Rechte auch einzufordern. Dabei wurde sie insbesondere vom Deutschen Entwicklungsdienst unterstützt. Sie setzte insbesondere durch, dass Niger 1999 die UN-Konvention zur Beseitigung jeder Form von Diskriminierung der Frau unterzeichnete.
Cissé war auch Mitbegründerin des „Nigrischen Komitees zu traditionellen Praktiken mit Auswirkungen auf die Gesundheit von Frauen und Mädchen“ (CONIPRAT), das gegen die weibliche Genitalverstümmelung kämpfte. Cissé arbeitete an dem 2003 verabschiedeten Gesetz mit, das diese Praxis nach einer mehrjährigen Aufklärungskampagne unter Strafe stellte.
2003 erhielt Cissé für ihre Verdienste den Menschenrechtspreis des Deutschen Richterbundes.